# Palani Chettipatti
Palani Chettipatti là một thị xã panchayat của quận Theni thuộc bang Tamil Nadu, Ấn Độ.

## Nhân khẩu
Theo điều tra dân số năm 2001 của Ấn Độ, Palani Chettipatti có dân số 11.750 người. Phái nam chiếm 51% tổng số dân và phái nữ chiếm 49%. Palani Chettipatti có tỷ lệ 75% biết đọc biết viết, cao hơn tỷ lệ trung bình toàn quốc là 59,5%: tỷ lệ cho phái nam là 80%, và tỷ lệ cho phái nữ là 68%. Tại Palani Chettipatti, 12% dân số nhỏ hơn 6 tuổi.